# Aberlemnia
Aberlemnia es un género de planta extinta con una única especie, Aberlemnia caledonica datada en el periodo Silúrico superior al Devónico inferior. La especie fue descrita por primera vez por sus restos conservados en Gales, Reino Unido con el nombre de Cooksonia caledonica y reubicada en un género propio tras la revisión de unos restos muy completos aparecidos en el yacimiento de Jackson de Figueiredo en Brasil.
Únicamente se conoce el gametofito de la especie, como ocurre con el resto de su género, de la fase esporófito no se ha conservado su sistema radicular aunque se supone formado por un rizoma horizontal. Este gametofito poseía tallos erectos desnudos de unos 60 mm de altura con ramificación dicótoma, presumiblemente fotosintéticos, con estomas muy simples en su superficie. Estos tallos poseían un primitivo sistema vascular formado por traqueidas con un patrón de engrosamiento anular.
Los tallos fotosintéticos se engrosaban levemente en su unión con los esporangios terminales. Los esporangios poseían formas variables, y hasta 2010 no se pudo determinar el sistema de dehiscencia que poseía. Las formas que adopta este esporangio siempre son más anchas que altas siendo muy característicos reniformes. La dehiscencia tenía lugar por un surco longitudinal del esporangio que provocaba la apertura en dos valvas.